# Hrîstoforove, Uleanovka
Hrîstoforove (în ucraineană Христофорове) este un sat în comuna Kameanîi Brid din raionul Uleanovka, regiunea Kirovohrad, Ucraina.

## Demografie
Componența lingvistică a localității Hrîstoforove
     Ucraineană (98,15%)
     Rusă (1,85%)
Conform recensământului din 2001, majoritatea populației localității Hrîstoforove era vorbitoare de ucraineană (98,15%), existând în minoritate și vorbitori de rusă (1,85%).